# Бенальо
О швейцарском футболисте см. Бенальо, Диего
Бенальо (Benaglio) — семья, оставившая свой след в средневековой истории Ломбардии. Первые Бенальо в 1274—1383 гг. были господами Валь-Санмартино. Во время войн между гвельфами и гибеллинами семья, симпатизировавшая гвельфам, поддержала семейство делла Торре против семьи Висконти.
Самым важным представителем семьи был Филиппо Бенальо, который в 1283 году завоевал Лекко. С того времени резиденцией семьи стал замок Фоппенико. В настоящее время герб семьи Бенальо занимает левую половину герба города Калольциокорте — современного административного центра этих мест.
В начале XVI века семья Бенальо была представлена в Большом совете Бергамо, входя в десятку наиболее известных семей.
В XVI веке ветвь семьи перебралась в Милан, когда Джованни Пьетро Бенальо стал в 1512 году стал экстраординарным квестором французского короля Людовика XII. Эта ветвь оборвалась на Джузеппе Бенальо, который в начале XVIII века был главным королевским фискальным инспектором Милана.